# CODM Meknès
Club Omnisports de Meknès (arab. النادي المكناسي) – marokański klub piłkarski z siedzibą w Meknès. W sezonie 2025/2026 występuje w GNF 1.

## Opis
Klub został założony w 1962 roku. Jeden raz wygrał GNF 1 – w sezonie 1994/1995, zaś jeden raz był trzeci – w sezonie 1964/1965. Zespół jeden raz wygrał puchar kraju – w sezonie 1965/1966. Ponadto 2 razy doszedł do finału – odpowiednio w sezonach 1981/1982 i 2011/2012. Niższy szczebel ligowy (GNF 2) klub wygrał raz – w sezonie 2010/2011. Najlepszym wynikiem w pucharze CAF był play-off w 2012 roku. Trenerem od 1 lipca 2025 roku jest Abdelaziz Dnibi. Drużyna gra na Stade d'honneur de Meknès, który może pomieścić 20 000 widzów. 